# Abdulsalam Al Gadabi
Abdulsalam Al-Gadabi (in arabo عبد السلام الجعدبي‎?; Sana'a, 1º gennaio 1978) è un ex nuotatore yemenita, specializzato nello stile libero.

## Biografia
Fu convocato i mondiali di Melbourne 2007 in cui gareggiò nei 50 e 100 m stile libero, senza riuscire a superare le batterie.
Rappresentò lo Yemen ai Giochi olimpici estivi di Pechino 2008, dove ottenne il 94º tempo nelle batterie dei 50 m stile libero e fu eliminato. Nell'occasione stabilì il primato nazionale della disciplina, grazie al tempo di 30"63.